# Ana Maria Braga
Ana Maria Braga Maffeis (São Joaquim da Barra, 1º aprile 1949) è una conduttrice televisiva, giornalista e scrittrice brasiliana con cittadinanza italiana acquisita.
Nel 1998 è entrata nel Guinness dei Primati essendo apparsa in video per 24 ore consecutive alla guida di due trasmissioni da lei condotte, Note e Anote e Programa Ana Maria Braga. 

## Biografia
Figlia dell'italiano Natale Giuseppe Maffeis, originario di Bergamo, e della brasiliana Lourdes Braga, ha iniziato a lavorare in televisione per mantenersi agli studi universitari, firmando un contratto presso Tv Tupi, dove ha dapprima commentato dirette di concerti per poi debuttare da conduttrice in un programma rivolto al pubblico femminile. 

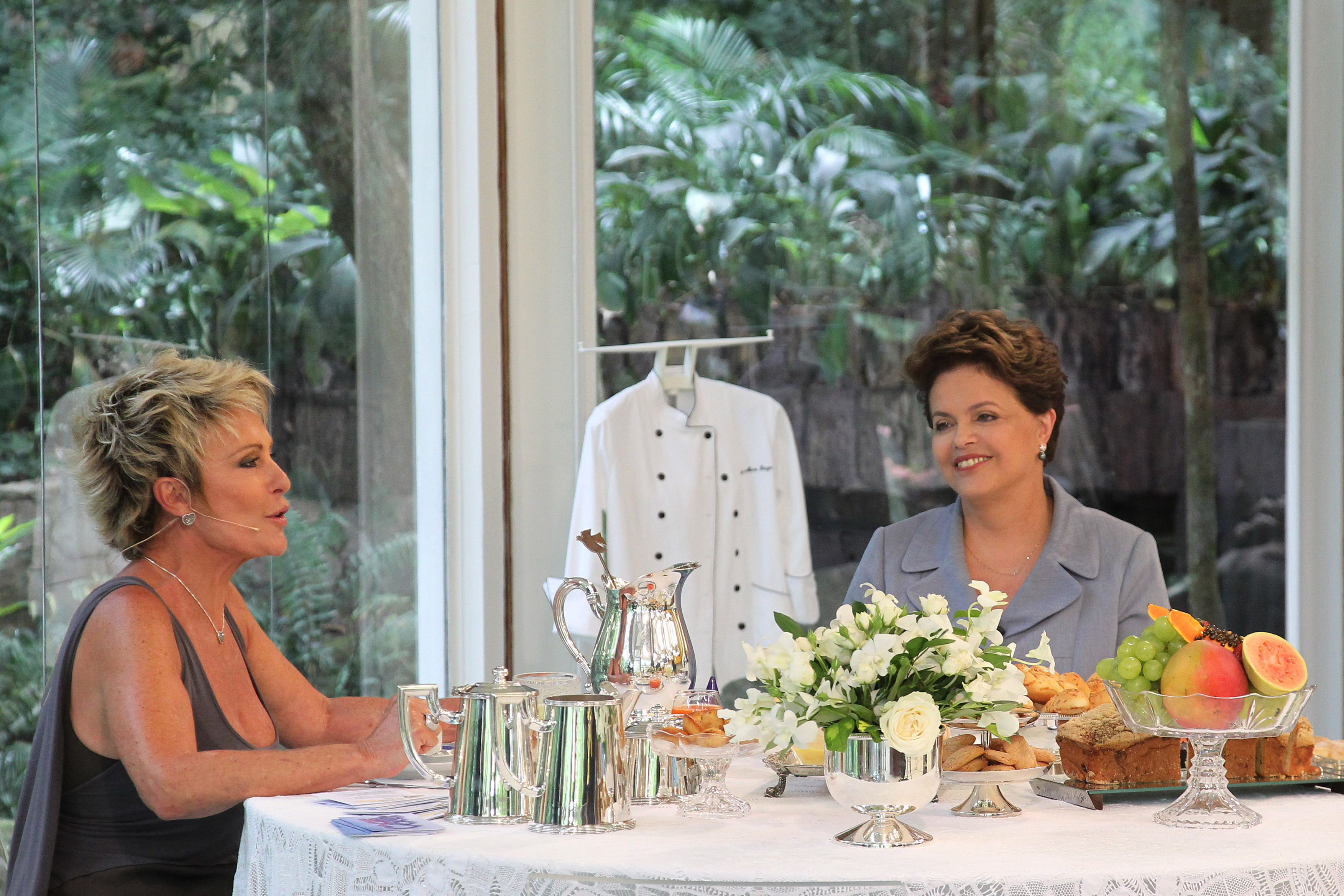
Ana Maria Braga mentre intervista Dilma Rousseff nel programma Mais Você

Dopo aver completato i suoi studi in biologia all'Università statale di San Paolo, si è iscritta presso la facoltà di giornalismo dello stesso ateneo. Ottenuta questa seconda laurea, ha lavorato per diverso tempo nelle riviste femminili del gruppo Editora Abril. In seguito è tornata in tv, dove ha condotto tre trasmissioni di grande successo: Note e Anote (Rede Record), il talk show Programa Ana Maria Braga (Rede Record) e Mais Você (Rede Globo), in una puntata della quale ha ospitato la presidentessa brasiliana in carica Dilma Rousseff. 
Nel 1998 ha fondato la rivista Utilíssima.
Nel 2003 ha inciso il suo primo e finora unico CD, Sou Eu, contenente quindici brani. Alcuni di essi sono eseguiti in duetto con grandi nomi della musica brasiliana come Fábio Jr. e Xanddy, mentre nella canzone Saúde, Amor, Paz e Alegria la Braga canta insieme al pupazzo Louro José, per anni al suo fianco nella conduzione di Mais Você.
Nel terzo millennio ha pubblicato alcuni libri, raccogliendo consensi soprattutto per le sue competenze in materia di gastronomia.
Nel 2013, durante una diretta di Mais Você, Ana Maria Braga è stata investita da un'autovettura autonoma, portata in trasmissione da uno degli ospiti. La conduttrice stava testando il veicolo, che improvvisamente e inaspettatamente si è messo in moto. Nell'impatto Ana Maria Braga ha riportato lievi escoriazioni alla bocca e alle mani. 
Il 9 gennaio 2020 le è stato conferito l'Ordine della Stella d'Italia.
Nel 2023 Ana Maria Braga ha lasciato la Globo, dopo aver condotto Mais Você per quasi 25 anni.

## Vita privata
Si è sposata per la prima volta a 21 anni con l'industriale Antonio Drausio Badan. Dopo il divorzio è passata a nuove nozze nel 1980 con l'economista Eduardo de Carvalho: da questo matrimonio sono nati i suoi due figli, Mariana e Pedro. La coppia ha divorziato nel 1992. Ana Maria Braga è stata poi legata a Carlos Madrulha e Marcelo Frisoni, entrambi imprenditori. Nella vita sentimentale della conduttrice c'è stato anche Bill, un pilota d'aerei statunitense, da lei conosciuto nel 2016 proprio durante un volo Rio de Janeiro-New York: dopo la fine della loro breve e romantica relazione, i due sono rimasti amici  . Nel 2020 Ana Maria Braga ha sposato, con una cerimonia celebrata nella propria casa di San Paolo, il francese Johnny Lucet, di diversi anni più giovane, ma nel 2021 l'unione è naufragata. Nel 2022 ha iniziato una relazione con un altro uomo molto più giovane di lei, il giornalista sportivo Fabio Arruda, e nel 2025 i due si sono uniti in matrimonio: anche questa cerimonia si è svolta in casa della conduttrice, ma con rito ebraico. 
Ana Maria Braga nella sua vita ha lottato contro tre differenti tumori, il primo dei quali - alla pelle, benigno - nel 1991. Nel 2001 le è stato diagnosticato un cancro al colon, poi sconfitto. Nel 2015 ha dovuto iniziare a contrastare una neoplasia polmonare, fino ad annunciarne la guarigione cinque anni dopo.
È tifosa del Palmeiras.

## Conduzioni televisive
- 1977-1980 - Rede Tupi de Notícias (Rede Tupi)
- 1993-1999 - Note e Anote (RecordTV)
- 1996-1999 - Programa Ana Maria Braga (RecordTV)
- 1999-2023 - Mais Você (Rede Globo)
- 2009 - Sagrado (Rede Globo)

## Libri
- 2009: Mais Você 10 Anos
- 2010: À Espera dos Filhos da Luz
- 2011: Dicas de Quase Tudo
- 2011: Chef em Casa
- 2011:  Mais Você: Viagens e Receitas Internacionais
- 2012: A Cozinha Rápida

## Discografia
- Sou Eu (2003)